# Ormosia albertensis
Ormosia albertensis là một loài ruồi trong họ Limoniidae. Chúng phân bố ở miền Tân bắc.